# Giorni perduti
Giorni perduti (The Lost Weekend) è un film del 1945 diretto da Billy Wilder, adattamento del romanzo The Lost Weekend dello scrittore statunitense Charles R. Jackson. È stata la prima produzione di Hollywood ad affrontare il tema dell'alcolismo con un approccio drammatico, contribuendo a creare la consapevolezza dell'abuso di alcolici come malattia sociale negli Stati Uniti d'America e dando seguito ad altri film sullo stesso argomento, tra cui Una donna distrusse di Stuart Heisler uscito due anni dopo.
Oltre a riscuotere un grande successo di pubblico e critica ricevette 7 candidature ai Premi Oscar aggiudicandosene 4, inclusi quelli per il miglior film e il miglior regista. Wilder fu il primo a ricevere l'Oscar anche per la migliore sceneggiatura non originale, condiviso con Charles Brackett, e il film rimane l'unico ad aver vinto lo stesso anno il premio principale dell'Academy e il Grand Prix al Festival di Cannes.
Nel 1998 è stato uno dei 400 titoli scelti dall'American Film Institute per essere inclusi tra i cento migliori film statunitensi di sempre, non riuscendo però a entrare nella classifica finale. Nel 2011 è stato scelto per la conservazione nel National Film Registry della Biblioteca del Congresso degli Stati Uniti, in quanto giudicato "di rilevante significato estetico, culturale e storico", e nel 2012 è entrato nella Film Hall of Fame della Online Film & Television Association.

## Trama
Don Birnam è in partenza da New York per un weekend in campagna con il fratello Wick, quando quest'ultimo scopre una bottiglia di whisky nascosta fuori dalla finestra. Da quando si è arreso all'idea di essere uno scrittore finito ancor prima di raggiungere il successo, Don è infatti diventato un alcolista e a nulla sono serviti i tentativi di guarirlo del fratello e della sua ragazza Helen. Con una scusa riesce a rimandare la partenza e trascorre il pomeriggio ad ubriacarsi al bar di Nat sulla 3rd Avenue, ma quando rincasa Wick è già partito e Don entra nell'appartamento di nascosto da Helen che lo sta aspettando fuori. Il mattino seguente torna da Nat dove dà un appuntamento a Gloria, una ragazza squillo innamorata di lui, dopodiché inizia a raccontare al barman di come si innamorò di Helen tre anni prima grazie a un contrattempo avvenuto alla Metropolitan Opera House. Quando i genitori di Helen giunsero dall'Ohio per conoscerlo, Don annullò l'incontro all'ultimo momento con una scusa e finì per ubriacarsi. Fu in quell'occasione che la ragazza scoprì il dramma di Don, al quale promise di combattere con tutte le sue forze per farlo smettere di bere.
Terminato il flashback, Don rientra nel suo appartamento determinato a scrivere la storia della sua vita, ma il bisogno di bere ha di nuovo il sopravvento e dopo essere stato scoperto a rubare la borsetta di una donna in un locale torna di nuovo a casa, dove finisce una bottiglia che aveva dimenticato di aver nascosto nel lampadario. Don prende quindi la sua macchina da scrivere e percorre disperatamente tutta la 3rd Avenue per impegnarla, solo per scoprire che tutti i banchi dei pegni sono chiusi per lo Yom Kippur. Ormai esausto, torna da Nat implorandolo per un drink ma il barista lo butta fuori. Alla fine riesce a farsi dare un po' di soldi da Gloria, ma mentre se ne va cade rovinosamente da una rampa di scale e si risveglia in ospedale. Don è stato portato nel reparto alcolizzati, dove i pazienti sono tenuti contro la loro volontà e dove il cinico infermiere "Bim" Nolan lo informa di ciò che lo aspetta: il delirium tremens, la "malattia della notte" causata dall'astinenza che gli provocherà terribili allucinazioni. Durante la notte, mentre Helen lo attende fuori dal suo appartamento, Don riesce a fuggire dall'ospedale e giunta l'alba rientra a casa dopo essersi fatto consegnare sotto minaccia una bottiglia di whisky da un negoziante.
Helen se n'è appena andata e Don si addormenta dopo aver finito la bottiglia, svegliandosi in preda alle allucinazioni che l'infermiere gli aveva preannunciato. Udite le sue urla, la padrona di casa chiama Helen che si precipita da lui e cerca invano di tranquillizzarlo. Don sente infatti che è giunto il momento di porre fine alla sua sofferenza e va ad impegnare la pelliccia della ragazza prendendo in cambio una pistola, dopodiché torna a casa e scrive un ultimo messaggio per il fratello che sta rientrando dalla campagna. Ma Helen è ancora determinata a salvarlo e dopo aver scoperto la pistola lo implora di non sacrificare lo scrittore per l'alcolizzato, confidando magari in un piccolo miracolo. Proprio in quel momento Nat bussa alla porta e restituisce a Don la macchina da scrivere che aveva perduto il giorno dell'incidente. Ora Don ha il finale del suo romanzo e può provare a scrivere la storia del suo tragico weekend, ricominciando una nuova vita circondato dalle persone che ama e lontano dall'alcool.

## Produzione
Billy Wilder lesse il romanzo di Charles R. Jackson nella primavera del 1944, durante un viaggio in treno verso New York, ed ebbe subito la sensazione che sarebbe potuto diventare un film avvincente. Chiese perciò a Buddy DeSylva della Paramount Pictures di acquistarne i diritti e il produttore, che lo aveva supportato anche nella realizzazione di La fiamma del peccato, riuscì ad assicurarseli per 50.000 dollari.
Quando Y. Frank Freeman venne a conoscenza della cosa si mostrò fortemente contrario. Come ha scritto il biografo Gene D. Phillips, il direttore generale della Paramount non approvò quello che considerava «un sordido film su un ubriacone» e convocò una riunione direttiva durante la quale Wilder sottolineò che il film non sarebbe stato un noioso messaggio a favore dell'astinenza ma una storia d'amore tra il protagonista e la sua fedele ragazza, aggiungendo sarcastico: «Se volete trasmettere un messaggio andate alla Western Union». Freeman continuò a mostrarsi intransigente ma a favore del regista, oltre all'appoggio di DeSylva, c'era il fatto che La fiamma del peccato stava per uscire e nell'ambiente cinematografico se ne parlava con entusiasmo. Il consiglio direttivo decise quindi di dare il via libera al progetto e la scelta venne ratificata dal presidente dello studio Barney Balaban.

### Sceneggiatura
Wilder dichiarò alla stampa che Giorni perduti sarebbe stato il primo film a trattare seriamente il tema dell'alcolismo, fino ad allora utilizzato principalmente in situazioni comiche come quelle portate sullo schermo da W. C. Fields, e in seguito ha affermato di essersi ispirato per il personaggio principale a scrittori come Raymond Chandler e Francis Scott Fitzgerald. Oltre a consultarsi con l'autore del romanzo si avvalse della consulenza del dottor George Thompson, esperto in studi sull'etilismo, e visitò la Alcolisti Anonimi dove parlò con pazienti e medici. «Quando feci delle ricerche», ha affermato in seguito, «capii che il libro non era un'esagerazione ma il ritratto accurato di un alcolista».

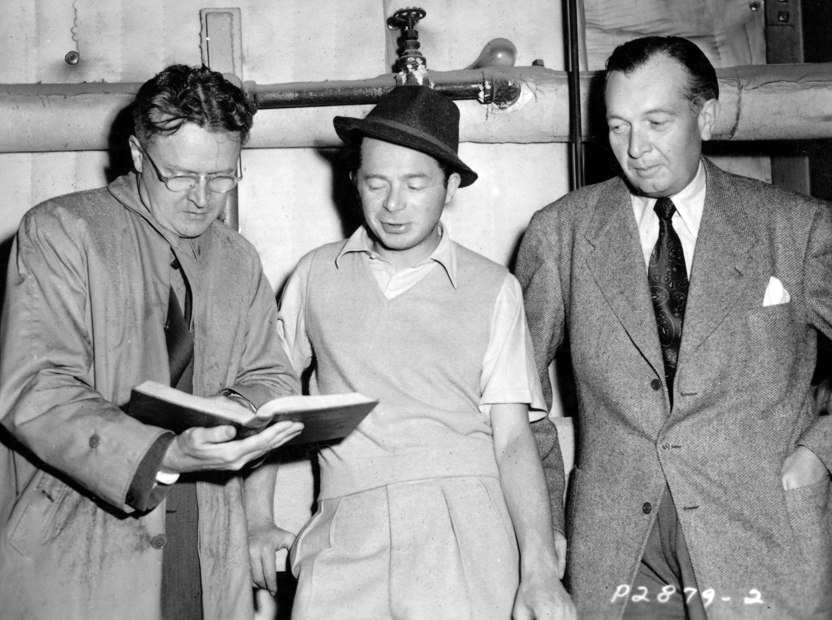
Billy Wilder affiancato da Charles Brackett (a sinistra) e il montatore Doane Harrison.

La Production Code Administration impose alcune modifiche alla sceneggiatura scritta con Charles Brackett, in particolare riguardo l'omosessualità repressa del protagonista che nella storia originale è il motivo della sua discesa nell'alcolismo. Il Codice Hays proibiva infatti qualsiasi riferimento esplicito a ciò che considerava una "perversione sessuale" e Don Birnam venne trasformato in uno scrittore in crisi creativa e con una relazione con la fedele Helen St. James. «Penso di aver avuto già abbastanza problemi rendendo un alcolizzato un personaggio empatico», disse Wilder, «se per giunta fosse anche un omosessuale...»
Un altro motivo di preoccupazione per la PCA era il personaggio di Gloria, la cui caratterizzazione come una specie di prostituta apparve inaccettabile. Il direttore Joseph Breen propose di farla diventare una hostess che intratteneva i visitatori della città ma stavolta Wilder ignorò la questione ed ebbe la meglio, sottolineando che sebbene cercasse di ingraziarsi i clienti del bar frequentato da Don, in nessuna parte della sceneggiatura era indicata esplicitamente come una prostituta. Wilder riuscì ad eludere l'intervento di Breen anche per il personaggio dell'infermiere "Bim" Nolan: «Diressi l'attore in modo che interpretasse il suo ruolo come un omosessuale», commentò in seguito, «ma la censura non riuscì ad inchiodarmi perché ero stato sottile a questo proposito e non trovarono nulla su cui poter obiettare».
Un'altra variazione al romanzo riguardò il finale, più ottimistico seppur "ambiguo" rispetto a quello originale, ma stavolta la decisione fu presa dallo stesso Wilder. «Quando Don promette alla sua ragazza che smetterà di bere non è affatto un lieto fine», ha affermato il regista, «le dice che "cercherà" di non bere mai più. Il film non sottintende che non berrà più perché, per quanto ne sappiamo, potrà ubriacarsi di nuovo il giorno dopo... Don vede la bottiglia come il suo peggior nemico, ma è Don Birnam il suo peggior nemico».
La prima bozza della sceneggiatura fu completata nel luglio 1944 in appena due mesi («La sceneggiatura più semplice che abbiamo scritto, grazie allo splendido romanzo», dichiarò Brackett) e l'inizio delle riprese fu fissato per fine settembre.

### Cast

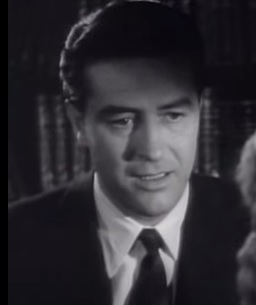
Ray Milland

La prima scelta di Wilder per il ruolo di Don Birnam fu l'attore di origine portoricana José Ferrer, già noto per aver interpretato la parte di Iago nell'Otello messo in scena a teatro da Margaret Webster ma totalmente sconosciuto al pubblico cinematografico. La Paramount non condivise la scelta e chiese di optare per un volto già conosciuto, qualcuno per cui la gente avrebbe provato empatia «anche quando cadrà nella degradazione, sperando che riesca a riabilitarsi». Così Wilder scelse il gallese Ray Milland, attore specializzato in commedie sentimentali che aveva già diretto nel 1942 in Frutto proibito.
DeSylva consegnò all'attore una copia del romanzo con una nota allegata: «Leggilo, studialo, stai per interpretarlo». La drammaticità della storia sembrò scoraggiare l'attore che ebbe il timore di non essere all'altezza di un ruolo così impegnativo. Dopo essere riuscito pochi mesi prima a convincere un riluttante Fred MacMurray ad assumere il ruolo di Walter Neff in La fiamma del peccato, anche in questo caso la perseveranza di Wilder portò Milland ad accettare la parte.

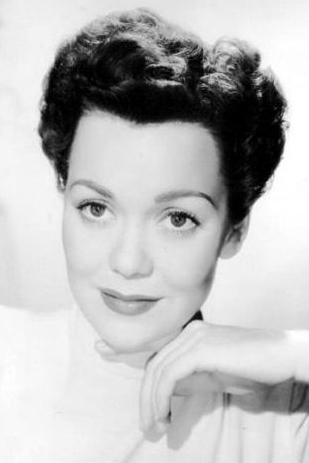
Jane Wyman

Poco prima che iniziassero le riprese, allo scopo di ottenere l'aspetto scarno e sofferente di un alcolista iniziò una dieta ferrea a base di pane tostato, caffè, succo di pompelmo e uova sode. Il risultato fu tale che quando alcuni conoscenti lo videro girare una scena lungo la 3rd Avenue credettero che l'attore avesse veramente iniziato ad avere problemi con l'alcool. La voce si sparse ed arrivò alla stampa della West Coast, dando il via a voci incontrollate che grazie al provvidenziale intervento della moglie di Milland la Paramount riuscì a chiarire.
Il ruolo di Helen St. James fu inizialmente offerto a Katharine Hepburn, che seppur interessata dovette rinunciare perché in procinto di girare Senza amore al fianco di Spencer Tracy. Dopo che anche Jean Arthur declinò l'offerta la produzione optò per Jane Wyman, a quel tempo una starlet della Warner Bros. comparsa per lo più in commedie leggere come Brother Rat (1938), The Kid from Kokomo (1939) e Sua Altezza è innamorata (1943). La parte della madre di Helen fu invece affidata a Lilian Fontaine, madre di Olivia de Havilland e Joan Fontaine al suo debutto sul grande schermo.
Tra gli altri attori figurano il noto caratterista Howard Da Silva nel ruolo del barman Nat e gli esordienti Earle Hyman (non accreditato) e Doris Dowling in quello di Gloria. Il film segnò anche l'inizio della relazione di quest'ultima con Billy Wilder, sul punto di divorziare dalla moglie Judith in quel periodo, se non che nel corso delle riprese il regista si infatuò di un'altra giovane attrice di nome Audrey Young, con la quale sarebbe convolato a nozze pochi anni dopo. Nel film Young interpretava una guardarobiera ma alla fine la scena in cui compariva venne tagliata.

### Riprese

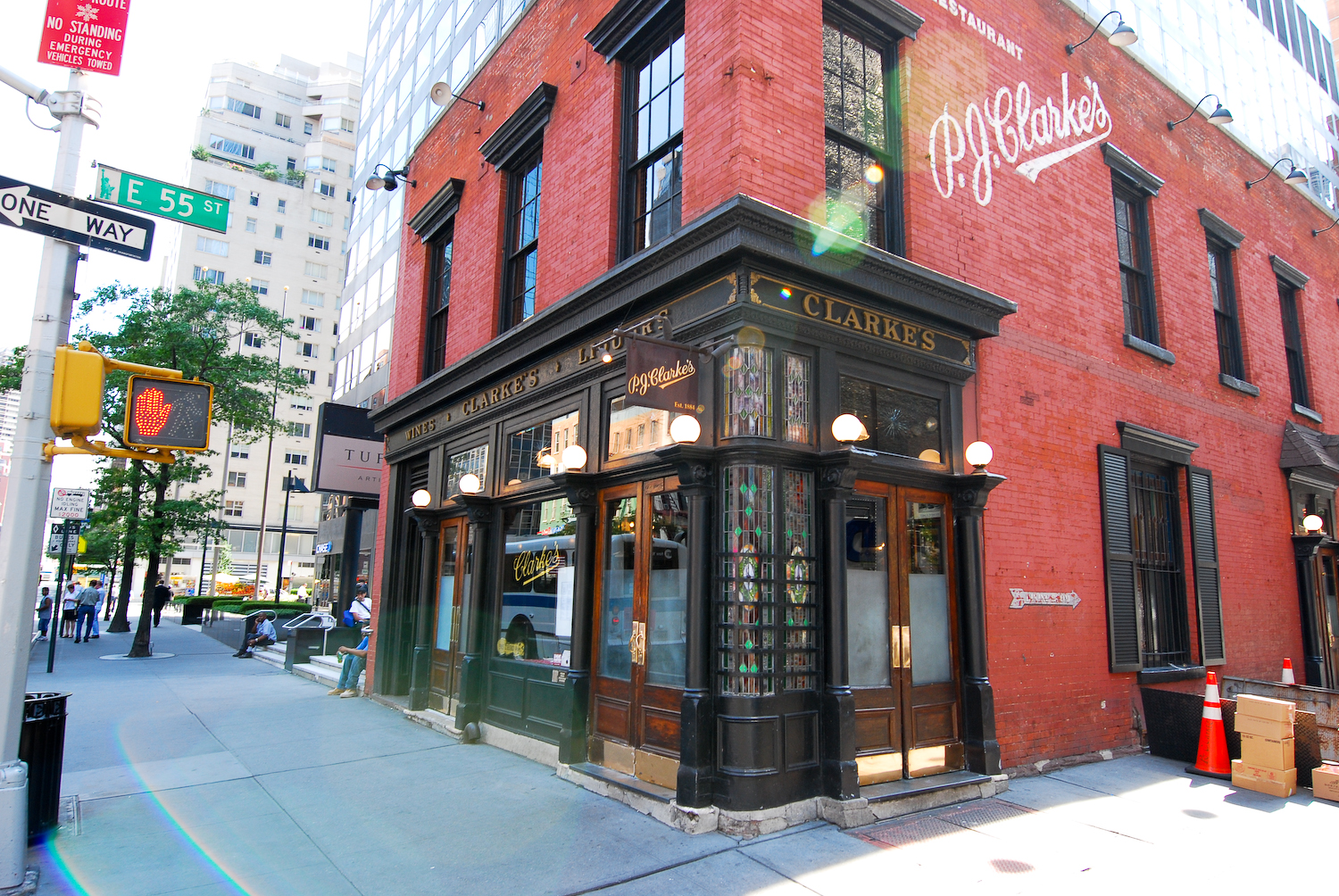
Il P.J. Clarke's Pub di Manhattan nel 2008.

Nel settembre 1944 Wilder riunì a New York il suo consueto team di produzione al quale si aggiunse lo scenografo Earl Hedrick, che iniziò ad esplorare le location di Manhattan più adatte. Le riprese iniziarono il 1º ottobre con alcune sequenze girate davanti al P.J. Clarke's Pub (il bar di Nat nel film, abituale luogo di bevute di Don) all'angolo tra la 3rd Avenue e la 55th Street.
Il giornalista e biografo Axel Madsen ha descritto la visione di New York di questo film «tra le più inesorabili mai fissate su pellicola», mentre la critica Pauline Kael ha definito alcune scene indicative del «peculiare taglio crudele» caratteristico della scrittura di Wilder e Brackett, con riferimento in particolare alla «lunga e faticosa camminata lungo la 3rd Avenue di Don che cerca di impegnare la sua macchina da scrivere durante lo Yom Kippur». Il direttore della fotografia John Seitz ha ricordato di aver catturato questa particolare scena il più discretamente possibile con l'uso di una macchina da presa nascosta lungo il percorso, nel retro dei camion delle consegne, dietro enormi imballaggi sul marciapiede e nelle vetrine dei negozi vuoti.
Wilder attinse anche alle sue radici e alla Berlino degli anni venti per trasmettere il tumulto psicologico del protagonista. Come già avvenuto in La fiamma del peccato, grazie allo spiegamento drammatico di luci ed ombre di Seitz conferì al film uno sguardo rievocativo del cinema espressionista tedesco, un approccio visivo comune nel periodo noir di Hollywood che permetteva ai registi di presentare personaggi disturbati attraverso ambienti deformati o riprese distorte. Come ha osservato la scrittrice Joan Didion, il mondo di Wilder «è quello che si vede all'alba attraverso i postumi di una sbornia... un mondo di aria viziata e drink in cui il ghiaccio si è sciolto, un vero paesaggio di disperazione... il crollo del personaggio è presentato in un vivido stile noir».

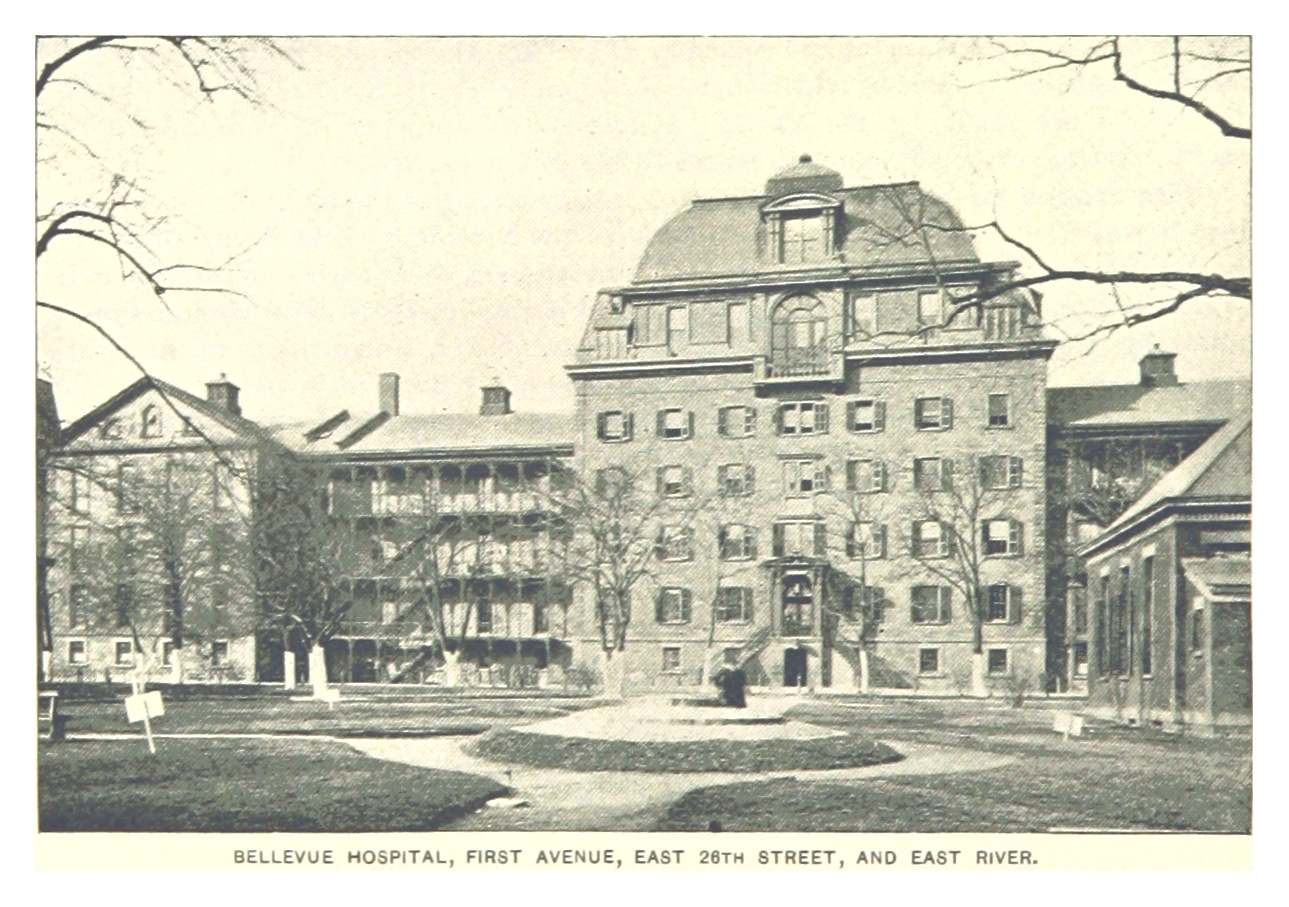
Una veduta del Bellevue Hospital nel 1893.

Al fine di rendere l'atmosfera più realistica, Wilder prese accordi per girare nel Bellevue Hospital la scena in cui Don è costretto a passare la notte nel "reparto alcolisti". Ray Milland si vide consegnare un pigiama e un accappatoio e gli fu assegnato un angusto letto di ferro. «Il luogo era una moltitudine di odori, ma quello dominante era quello di un pozzo nero», ha scritto l'attore nella sua autobiografia. Durante la notte fu svegliato da un nuovo arrivato, un uomo in preda ad una crisi isterica che gli addetti alla sicurezza cercavano di tenere fermo. «All'improvviso il reparto divenne una bolgia... sapevo che stavo guardando in un inferno senza fondo». Milland fuggì in strada e tentò di fermare un taxi ma un poliziotto riconobbe l'accappatoio del Bellevue e lo riportò dentro. Fortunatamente gli fu permesso di chiamare Wilder che riuscì a chiarire l'equivoco, così che la lavorazione riprese nel giro di qualche giorno.
Dopo l'uscita del film l'amministrazione del Bellevue non fu affatto contenta di come l'ospedale era stato rappresentato e giurò di non collaborare mai più con Hollywood. Il primo a farne le spese fu George Seaton che nel 1947 si vide negare la possibilità di girare alcune sequenze per Il miracolo della 34ª strada: «Il responsabile dell'ospedale mi mise praticamente alla porta perché era ancora infuriato per aver dato a Wilder il permesso di girare nell'ospedale».
Le riprese a New York furono completate il 19 ottobre 1944 e proseguirono fino al 30 dicembre nei Paramount Studios di Hollywood, dove Earl Hedrick costruì una replica del P.J. Clarke's Pub talmente fedele che ogni pomeriggio per una settimana, alle 17:00 in punto lo scrittore e umorista Robert Benchley entrò e ordinò un bicchiere di bourbon a Howard Da Silva, andandosene dopo aver chiacchierato con lui del più e del meno e aver lasciato 50 centesimi sul bancone.

## L'anteprima a Santa Barbara
Terminato il montaggio, nell'aprile 1945 lo studio organizzò un'anteprima a Santa Barbara che si rivelò disastrosa. «La gente rideva fin dall'inizio», ha ricordato Wilder, «ridevano quando il fratello di Birnam trova la bottiglia fuori dalla finestra, ridevano quando svuota il whisky nel lavandino». Il romanzo non era ancora diventato un best seller e gli spettatori si aspettavano la solita farsa, ma non appena scoprirono che non si trattava di una commedia abbandonarono la sala di proiezione.
Nel maggio 1945, consapevole che la decisione della Paramount se far uscire o meno Giorni perduti non sarebbe stata imminente, Wilder accettò l'invito del Governo federale degli Stati Uniti ad unirsi temporaneamente alla Psychological Warfare Division e si recò in Germania per supervisionare il montaggio del cortometraggio anti-nazista I mulini della morte. Una volta terminato il lavoro apprese che il suo film stava vivendo un rinnovato interesse tra i dirigenti dello studio e a metà settembre fece ritorno a Hollywood.
Y. Frank Freeman, contrario al film sin dall'inizio, trovò il pretesto per opporsi alla sua distribuzione sottolineando che Giorni perduti era costato 1,3 milioni di dollari e che non era intenzionato a gettarne al vento altri 2 per la distribuzione e la pubblicità.
Wilder non si dette per vinto e attribuì la colpa dell'accoglienza negativa al fatto che la copia proiettata aveva una colonna sonora temporanea di stile jazzistico dato che il compositore ungherese Miklós Rózsa non aveva ancora finito la sua partitura. Lo stesso Rózsa definì la traccia musicale "disastrosamente inappropriata" e per la colonna sonora fece un ampio uso del theremin (suonato da Samuel Hoffman), uno strumento musicale elettronico con un suono acuto e tremolante che aveva appena utilizzato in Io ti salverò di Hitchcock e che aumentò l'atmosfera inquietante del film. Wilder fece anche delle modifiche al montaggio con Doane Harrison e il 10 aprile girò di nuovo la scena finale in cui Helen tenta di dissuadere Don dal suicidio per renderla più drammatica.
Quando il 9 agosto 1945 la Paramount organizzò una proiezione privata con rappresentanti dell'industria cinematografica, la versione definitiva del film venne accolta favorevolmente e lo studio annunciò la decisione di distribuirlo.

## I problemi con l'industria dei liquori

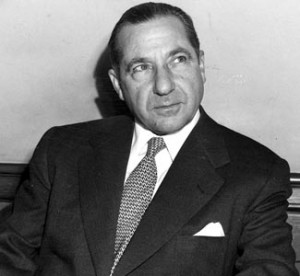
Il mafioso italo-americano Frank Costello.

Mentre Wilder era in Germania, le compagnie di distillazione protestarono sostenendo che il film avrebbe pregiudicato la vendita dei loro prodotti e si unirono per fare pressioni contro la produzione. La Allied Liquor Industries pubblicò una lettera aperta in cui espresse il timore che i "professionisti dell'astinenza" non avrebbero esitato a indicare il protagonista come «tipico esempio di chiunque sorseggi un cocktail leggero anche solo occasionalmente» e che avrebbero usato il film come arma per reintrodurre il proibizionismo.
I lobbisti dei liquori arrivarono ad autorizzare il malavitoso Frank Costello a fare un'offerta di 5 milioni di dollari per acquistare il negativo originale del film e tutte le stampe esistenti al fine di bruciarle. Freeman ritenne l'offerta allettante ma il direttore della Paramount si rifiutò di accettare una bustarella da parte della mafia e dichiarò categoricamente: «Una volta che facciamo un film non lo buttiamo nel cesso».
In effetti alcune associazioni accusarono il film di incentivare il consumo di liquori e un comitato dell'Ohio riuscì a far tagliare una frase pronunciata dall'infermiere "Bim" Nolan a proposito del proibizionismo e dei pazienti del Bellevue Hospital («Facevano anticamera, così ha cominciato la maggior parte»).
Una volta diventato evidente il successo unanime di pubblico e critica di Giorni perduti, l'industria dei liquori cambiò decisamente posizione schierandosi a suo favore. La Seagram Company Ltd. rilasciò un comunicato stampa in cui dichiarò che la Paramount era riuscita «a imprimere nei cuori e nelle menti di tutti coloro che vedono questa vivida storia la nostra convinzione da lungo tempo sostenuta che alcuni uomini non dovrebbero bere!»

## Distribuzione

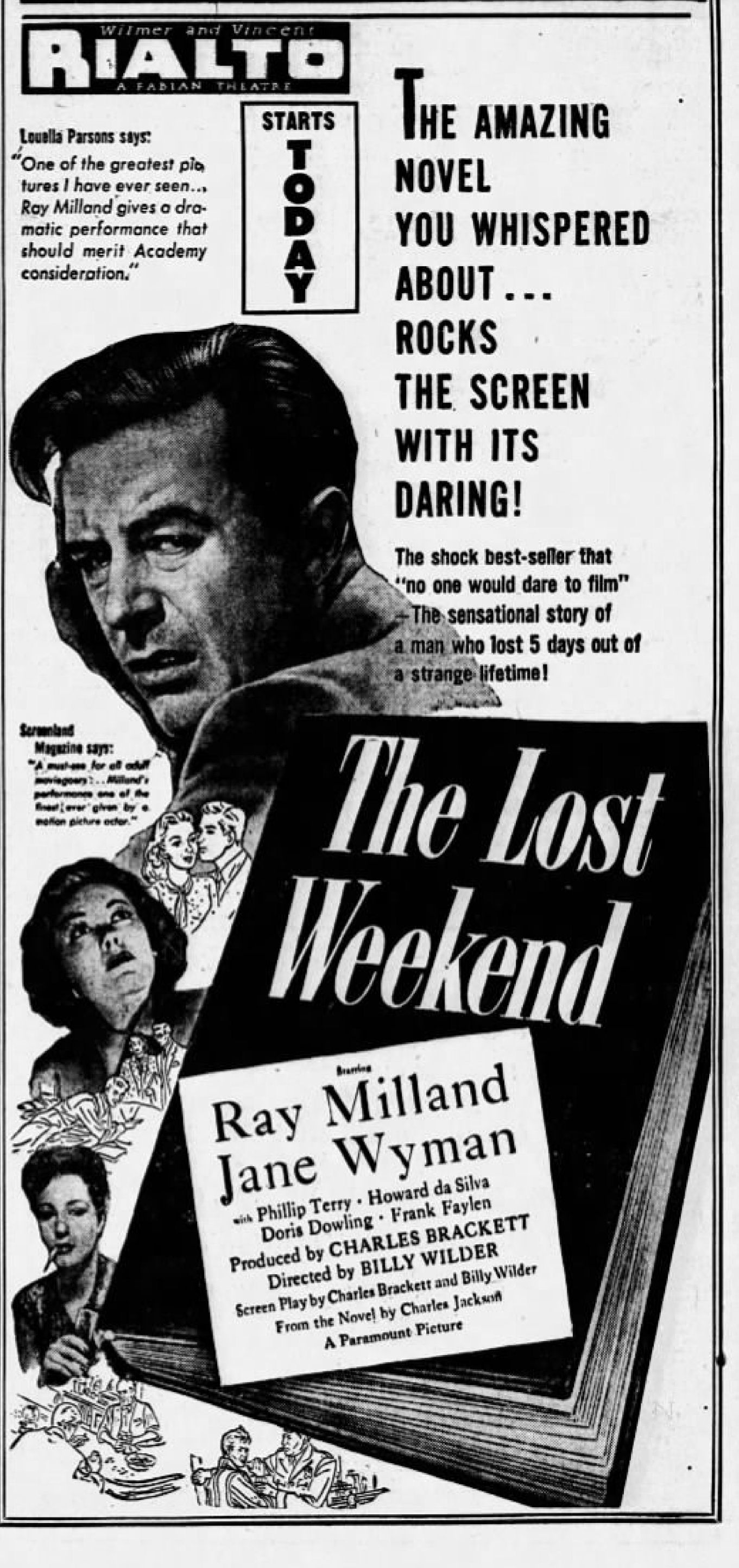
Una locandina promozionale del film.

Su decisione della Paramount la première si tenne nel Regno Unito il 5 ottobre 1945. «Londra è un tripudio di elogi per Giorni perduti», scrisse The Hollywood Reporter, «dove nonostante la scarsità di giornali ha ottenuto più commenti di qualsiasi altro film dai tempi di Via col vento». Dati i problemi già avuti in patria, per evitare di urtare la sensibilità degli anglosassoni lo studio aggiunse il sottotitolo Diary of a Dipsomaniac e fece proiettare un trailer speciale con il seguente disclaimer: «Signore e signori, poiché quello che viene rappresentato sullo schermo è un argomento insolito, ci è stato richiesto di avvisarvi sulle tristi e realistiche scene contenute in questo diario senza uguali che porta con sé una morale così potente».
Negli Stati Uniti uscì il 16 novembre e nel settembre 1946 fu presentato in concorso al Festival di Cannes. Lo stesso anno fu oggetto di un adattamento radiofonico di 30 minuti, trasmesso il 7 gennaio nella serie antologica della CBS The Screen Guild Theater con Ray Milland e Jane Wyman negli stessi ruoli del film.

### Date di uscita
- Regno Unito (The Lost Weekend: Diary of a Dipsomaniac) – 5 ottobre 1945
- Stati Uniti d'America (The Lost Weekend) – 16 novembre 1945
- Messico (Días sin huella) – 23 maggio 1946
- Argentina (Días sin huella) – 2 luglio 1946
- Svezia (Förspillda dagar) – 3 settembre 1946
- Finlandia (Tuhlattuja päiviä) – 11 ottobre 1946
- Italia (Giorni perduti) – 26 gennaio 1947
- Francia (Le poison) – 14 febbraio 1947
- Paesi Bassi (The Lost Weekend) – 6 giugno 1947
- Portogallo (Farrapo Humano) – 24 ottobre 1947
- Giappone (失われた週末) – 5 dicembre 1947
- Danimarca (Forspildte dage) – 21 aprile 1948
- Spagna (Días sin huella) – 14 febbraio 1949

### Home video
La prima edizione in DVD è stata distribuita dalla Universal Studios il 6 febbraio 2001, seguita da diverse riedizioni tra cui quella uscita il 4 settembre 2012 per il 100º anniversario della Universal.

## Accoglienza

### Incassi
Il film ottenne ottimi risultati al botteghino incassando 11 milioni di dollari, di cui 4,8 negli Stati Uniti.

### Critica
Sebbene fosse stato inizialmente considerato un soggetto inappropriato per il cinema, Giorni perduti fu acclamato dalla critica e lo stesso Charles R. Jackson apprezzò il modo in cui il suo romanzo era stato trasposto sullo schermo, affermando che nel film erano stati introdotti elementi a cui avrebbe voluto pensare lui per primo. The Film Daily lo giudicò il miglior film dell'anno e il Daily News «il film più audace mai uscito da Hollywood», mentre il New York Herald Tribune parlò di «una pietra miliare nel cinema... un capolavoro in ogni dettaglio... memorabile e profondamente commovente», paragonandolo a pellicole come Il traditore, Furore e Alba fatale.
La rivista Variety lo definì «intenso, morboso ed elettrizzante» e quella di Ray Milland un'interpretazione «con la quale l'industria del cinema dovrà fare i conti quando assegnerà i suoi premi annuali». Analogo il giudizio della giornalista Hedda Hopper che sul Los Angeles Times giudicò la prova di Milland «un fermo invito per un Oscar». James Agee su The Nation lo accolse come «insolitamente duro, teso, crudele, intelligente e diretto», pur affermando che non apportava niente di «nuovo, distintamente personale o fortemente creativo». Un'altra osservazione arrivò dal critico Stephen Farber che giudicò il finale non coerente con il resto del film: «I cambiamenti dell'ultimo minuto di Wilder sono seccanti... Certo, questi cambiamenti sono possibili ma Wilder raramente riesce a drammatizzarli, il suo impegno appare nell'atteggiamento cinico espresso nei primi tre quarti dei suoi film. Le conclusioni moralmente edificanti sono recitate quasi invariabilmente senza convinzione». Allo stesso proposito, più recentemente il critico Andrew Sarris ha definito il regista «troppo cinico anche per credere nel suo stesso cinismo», aggiungendo al contempo che il film «ha resistito alla prova del tempo come film noir espressionista degli anni quaranta, soprattutto per fattori come il theremin della colonna sonora di Miklós Rózsa e le immagini allucinatorie di un pipistrello in picchiata e un topo sanguinante».
Il New York World-Telegram lo descrisse come «un miracolo di abilità cinematografica ispirata» e sottolineò in particolare il "talento insospettato" espresso da Jane Wyman, così come il New York Times sul quale Bosley Crowther scrisse che l'attrice aveva assunto con grande autorità un ruolo diverso da quello stereotipato dell'allegra ingenua per la quale era conosciuta fino ad allora. Nella sua recensione Crowther aggiunse: «Non raccomanderei questo film per una spensierata serata in città, ma è certamente un dramma travolgente che ogni spettatore adulto dovrebbe vedere».

## Riconoscimenti
Durante la cerimonia degli Oscar, Billy Wilder disse di aver avuto la sensazione che l'Academy lo avesse premiato per averlo trascurato l'anno prima per La fiamma del peccato: «Così nel 1945 hanno rimediato. È molto gratificante vincere perché è un riconoscimento del tuo lavoro». A proposito del premio vinto da Ray Milland come miglior attore, lo stesso Wilder affermò anni dopo di non essere rimasto sorpreso: «Sapevo che quello che interpretava l'ubriaco avrebbe ricevuto l'Oscar... Milland non era sicuramente un attore da Oscar, ma ora è morto e quindi posso dirlo... Se sei uno storpio, se balbetti, se sei un alcolista la gente pensa che sia un grande esempio di recitazione. Un attore non può vincere un Oscar interpretando parti alla Cary Grant... Non c'è niente di straordinario nell'entrare e dire "Nessuno che vuol giocare a tennis?"»
- 1946 – Premio Oscar
  - Miglior film a Charles Brackett
  - Miglior regista a Billy Wilder
  - Miglior attore a Ray Milland
  - Miglior sceneggiatura non originale a Charles Brackett e Billy Wilder
  - Candidatura alla miglior fotografia a John Seitz
  - Candidatura al miglior montaggio a Doane Harrison
  - Candidatura alla miglior colonna sonora a Miklós Rózsa

- 1946 – Golden Globe
  - Miglior film drammatico
  - Miglior regista a Billy Wilder
  - Miglior attore in un film drammatico a Ray Milland

- 1946 – Festival di Cannes
  - Palma d'oro
  - Prix d'interprétation masculine a Ray Milland

- 1945 – National Board of Review Awards
  - Migliori dieci film
  - Miglior attore a Ray Milland

- 1945 – New York Film Critics Circle Awards
  - Miglior film
  - Miglior regista a Billy Wilder
  - Miglior attore protagonista a Ray Milland

## Colonna sonora
La colonna sonora originale realizzata da Miklós Rózsa, eseguita negli studi della Paramount da un'orchestra di 59 elementi diretta da Irvin Talbot, è stata pubblicata per la prima volta nel 2015 dalla Intrada Records.

### Tracce
1. Prelude (alternate)/New York Skyline – 02:14
2. Don Stays Home/The Weekend Begins – 03:47
3. Rye and William Shakespeare – 01:25
4. Broken Date and Hidden Bottle – 03:45
5. Phone Call (new version) – 02:04
6. Frustration – 04:32
7. The Novel – 03:23
8. Bottle Is Discovered – 01:50
9. Morning and Telephone – 02:06
10. The Walk (new version) – 04:20
11. Gloria and Fall – 03:05
12. The Alcoholic Ward/Night Alcoholic Ward/The Elevated – 04:53
13. Dawn/Nightmare – 07:19
14. The Rainy Day – 02:04
15. Suicide Attempt – 05:22
16. Long Finale – 02:09

Extra
1. Prelude/Meet the People – 01:51
2. Rye and William Shakespeare (short version) – 01:16
3. Phone Call (original version) – 01:52
4. The Walk (original version) – 04:34
5. Alternate Finale/Cast of Characters – 02:26
6. Wild Theremin – 00:45